# KLモノレール

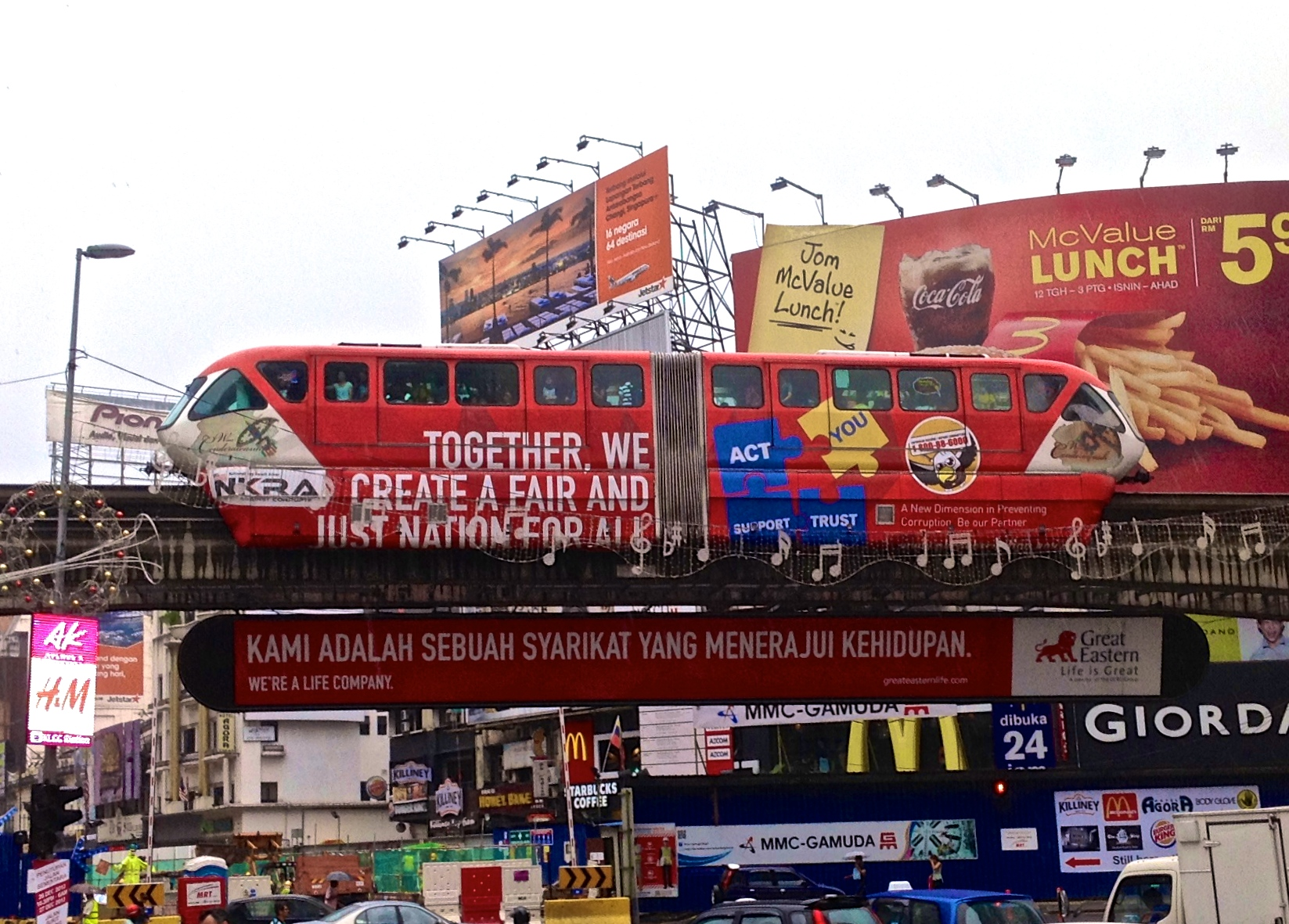
旧型車両

KLモノレール（ケイエル-モノレール、マレー語：KL Monorail）は、マレーシアのクアラルンプール市・KLセントラル駅からティティワンサ駅を結ぶ、アルヴェーグ式モノレールである。

## 概要
11駅8.6kmの路線で、最高速度80km/hで全区間を19分で結んでいる。運賃は距離制で、RM1.20〜2.50。全駅で自動改札が設置されている。
当初は日立製作所のモノレールシステムの導入が決定し、建設が始められたが、1997年に起こったアジア通貨危機の影響でマレーシアの通貨が暴落したため、外国企業への支払いは困難となった。このため、同年12月に工事を中断して、国内企業で車両の製造や建設を行う方式に切り替えた。1998年に工事を再開し、総工費11億8千万リンギットで、2003年8月31日に開業した。
しかしKLモノレール開業以降、経営にあたっていたKLインフラストラクチャグループは多額の減価償却費や利子支払による損失を被り、会計年度の2004年4月30日には、1508万リンギットの収益に対して、4624万リンギットの純損失を計上したと発表。このため政府系金融機関に借入を申し入れた。
2007年4月に政府との話し合いがもたれ、2007年11月にマレーシア政府100％出資のナショナル・インフラストラクチャ・カンパニー（略称：SPNB, マレー語：Syarikat Prasarana Negara Berhad, 英語：National Infrastructure Company Limited）に売却した。同時に、ラピドKLが運営を開始した。

## 車両
当初は2両1組の車両が使用された。2014年以降、新型車両への置き換えを進めている。輸送力増強のため、新型車両は4両1組で製造されている。車両は全てスコミ・レール製である。

## 駅一覧
| 駅番号 | 日本語駅名             | 英語駅名       | 営業キロ | 接続路線 |
| ------ | ---------------------- | -------------- | -------- | --- |
| MR11   | ティティワンサ駅       | Titiwangsa     | 0.0      | ラピドKLアンパン線/スリ・プタリン線(AG3 SP3)                                                                          |
| MR10   | チャウ・キット駅       | Chow Kit       |          | |
| MR9    | メダン・トゥアンク駅   | Medan Tuanku   |          | |
| MR8    | ブキッ・ナナス駅       | Bukit Nanas    |          | ラピドKLクラナ・ジャヤ線(KJ12)                                                                                        |
| MR7    | ラジャ・チュラン駅     | Raja Chulan    |          | |
| MR6    | ブキッ・ビンタン駅     | Bukit Bintang  |          | MRTスンガイ・ブロー-カジャン線(SBK18A)                                                                                |
| MR5    | インビ駅               | Imbi           |          | |
| MR4    | ハン・トゥア駅         | Hang Tuah      |          | ラピドKLアンパン線/スリ・プタリン線(AG9 SP9)                                                                          |
| MR3    | マハラジャレラ駅       | Maharajalela   |          | |
| MR2    | トゥン・サンバンタン駅 | Tun Sambanthan |          | |
| MR1    | KLセントラル駅         | KL Sentral     | 8.6      | KTMインターシティ・KTMコミューター(KA01)・ラピドKLクラナ・ジャヤ線(KJ15) KLIAエクスプレス(KE1)・KLIAトランジット(KT1) |